# Windows 10X
Windows 10X — це скасована версія Windows 10, основного випуску серії операційних систем Microsoft Windows. Оголошена Microsoft 2 жовтня 2019 року, вона спочатку була розроблена як операційна система для підтримки пристроїв із подвійним екраном, таких як неопублікований Surface Neo. Очікувалося, що 10X буде випущено в 2020 році, але пізніше Microsoft оголосила, що проект був скасований у травні 2021 року  Однак деякі функції та зміни в дизайні 10X були інтегровані в новішу Windows 11. 
Хоча операційна система спочатку була розроблена для пристроїв із подвійним екраном, у 2020 році Windows 10X перейшла на одноекранні пристрої через збільшення попиту на традиційні комп’ютери через пандемію COVID-19. 

## Особливості

### Нові та змінені
Windows 10X запровадила значні зміни в оболонку Windows, скасувавши застарілі компоненти на користь нового досвіду користувача та покращеного захисту , а також деякі помітні зміни дизайну, які були інтегровані у Windows 11:
- Тепер панель завдань розташована по центру. Має 3 різних розміри; Малі, призначені для настільних комп'ютерів, керованих мишкою, а середні і великі призначені для сенсорних комп'ютерів [5]
- Панель завдань автоматично приховується, і її можна клацнути або торкнутися, щоб показати.
- Нове меню «Пуск»: корпорація Майкрософт переробила меню «Пуск», зосередившись на продуктивності. Тепер поле пошуку розташовано вгорі, а не на панелі завдань, як в інших версіях Windows 10, а також розділ закріплених програм, який є наступником Live Tiles з інших випусків Windows 10 і 8 .
- Центр дій перейменовано на «Швидкі налаштування» та оновлено дизайн. [6] Елементи керування мережею/Інтернетом, регулятори гучності та параметри живлення переміщено до швидкого налаштування. Існує також область для перевірки сповіщень і керування відтворенням музики з певної програми.
- Межі вікон заокруглені.
- Налаштування поза коробки було оновлено, щоб краще відповідати новому інтерфейсу користувача 10X із сучаснішим дизайном, а також Cortana більше не є інтегрованою функцією.
- Інтерфейс за замовчуванням тепер використовує більш світлу тему, ніж темну.
- Удосконалення Windows Update : метод Windows Update покращено, щоб працювати швидше. Оновлення функцій тепер автоматично встановлюються у фоновому режимі та перезавантажуються лише за потреби.
- Покращена безпека : 10X представляє нову систему безпеки під назвою «State Separation»; замість інсталяції кожного файлу (включно з файлом користувача, системи, програм тощо) в єдиний доступний розділ, який дозволяє зловмисникам і зловмисним програмам легко отримати доступ до системних файлів, 10X встановлює системні, програмні та інші важливі файли в читання -тільки розділ, залишивши файли користувача в окремому доступному розділі. Тому користувачі та програми можуть отримувати доступ лише до файлів у розділі користувача.

## Вимоги
- 4 ГБ оперативної пам'яті.
- 16 ГБ місця на жорсткому диску.
- Графічний процесор із підтримкою гіпервізора та виділений графічний процесор (DirectX 11 або вище, WDDM 2.4 або вище).
- Процесор із 4 або більше ядрами з архітектурою x64.
- 64-розрядна операційна система.
- Віртуалізація.

## Анулювання
У травні 2021 року Microsoft оголосила, що 10X скасовано, але нові функції та зміни дизайну будуть інтегровані в інші продукти Microsoft (наприклад, Windows 11). 